# Литовська кухня

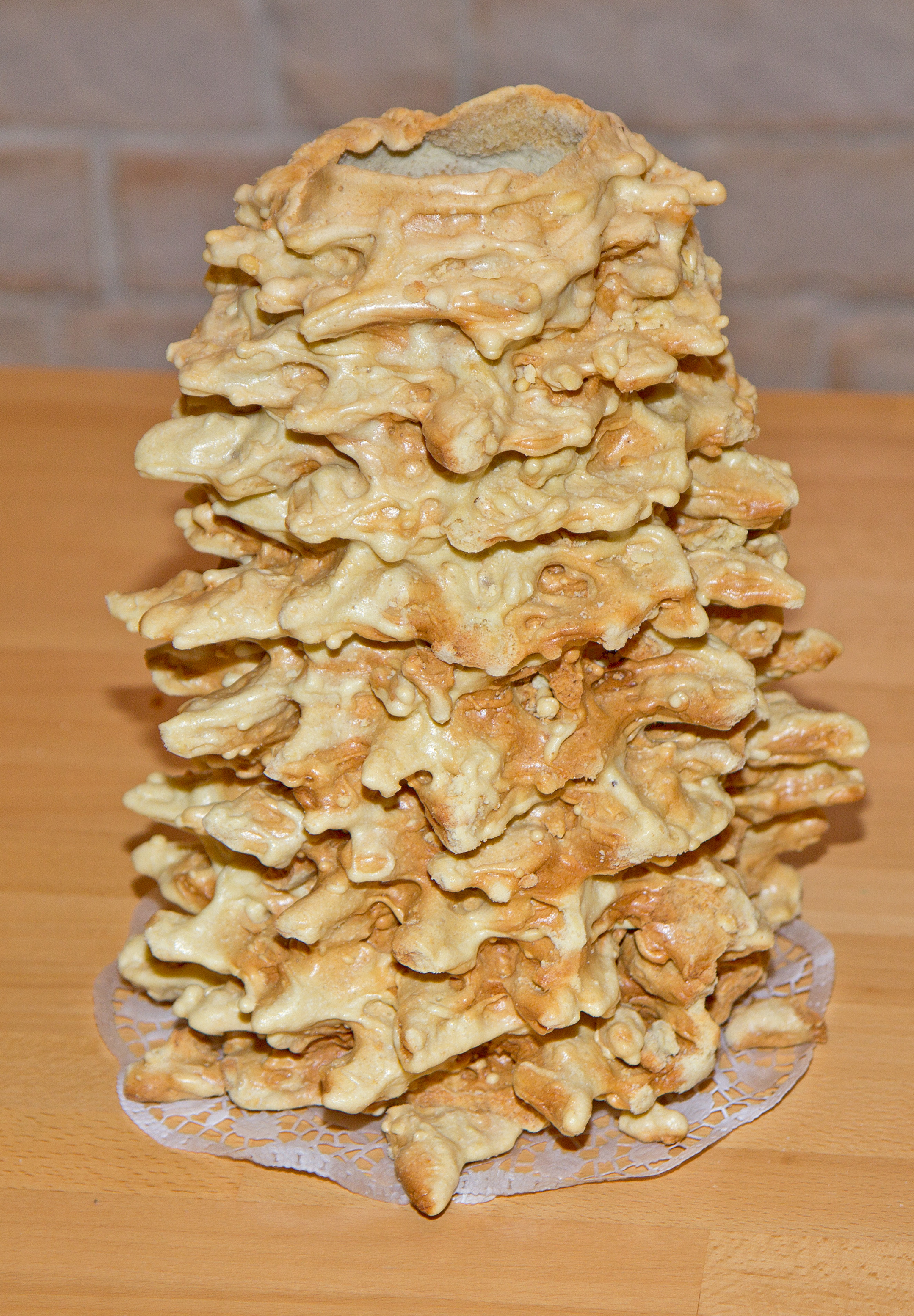
Шакотіс — один з найнезвичніших виробів литовської кухні, став своєрідною візитівкою країни

Лито́вська ку́хня (лит. Lietuviška virtuvė) — традиційна кухня литовців. Сформувалась історично в межах Литви й увібрала в себе елементи кухонь сусідніх народів, перш за все білоруської. Також великий вплив на її розвиток мали кулінарні книги росіян, німців, поляків, які друкували в Литві. Перша литовська кулінарна книга була видана в 1824 році. В свою чергу, литовська кухня взаємно вплинула на білоруську і польську.

## Історія
У становленні литовської кухні виділяють два періоди. Найдавніший тривав з XIV по XVIII століття. Хронологічно він збігся з існуванням Великого князівства Литовського і Речі Посполитої, до складу якої тоді входили сучасні литовські землі. У цей проміжок часу сформувалася так звана старолитовська кухня, винахідниками і споживачами якої були шляхтичі.
Старолитовська кухня дуже відрізняється від кухонь сусідніх балтійських народів, натомість їй притаманні запозичення з російської, польської, меншою мірою німецької і татарської кухонь. Це пояснюється тим, що литовська знать мала міцні зв'язки з польською шляхтою, німецькими купцями, а при дворі литовських князів певний час проживали татарські хани, вигнані з Орди. З XIV століття в Литві існувала невелика, але заможна діаспора львівських вірмен, кримських татар, караїмів. Маючи мало спільного з селянською біднотою, ці верстви населення вирізнялись схожим рівнем споживання, користувались найліпшими продуктами, наприклад, дичиною, східними прянощами, медом. Саме тому старолитовській кухні притаманні складні, багатокомпонентні страви з вишуканим смаком. Значне місце в ній посідали м'ясні страви, в тому числі з таких рідкісних продуктів як м'ясо лося, оленя, ведмедя, дикої свині, борових і болотяних птахів. Для старолитовських страв характерна ретельна і тривала обробка сировини, наприклад, м'ясо подрібнювали на фарш, що на той час було незвичним, також вельми поширеним було повільне соління, копчення (вудження). Якість копченої шинки з дикої свині була настільки високою, що цим продуктом дозволялося вносити сплату до литовської скарбниці. Ще одним замінником грошей виступав мед, який литовці експортували до Західної Європи.

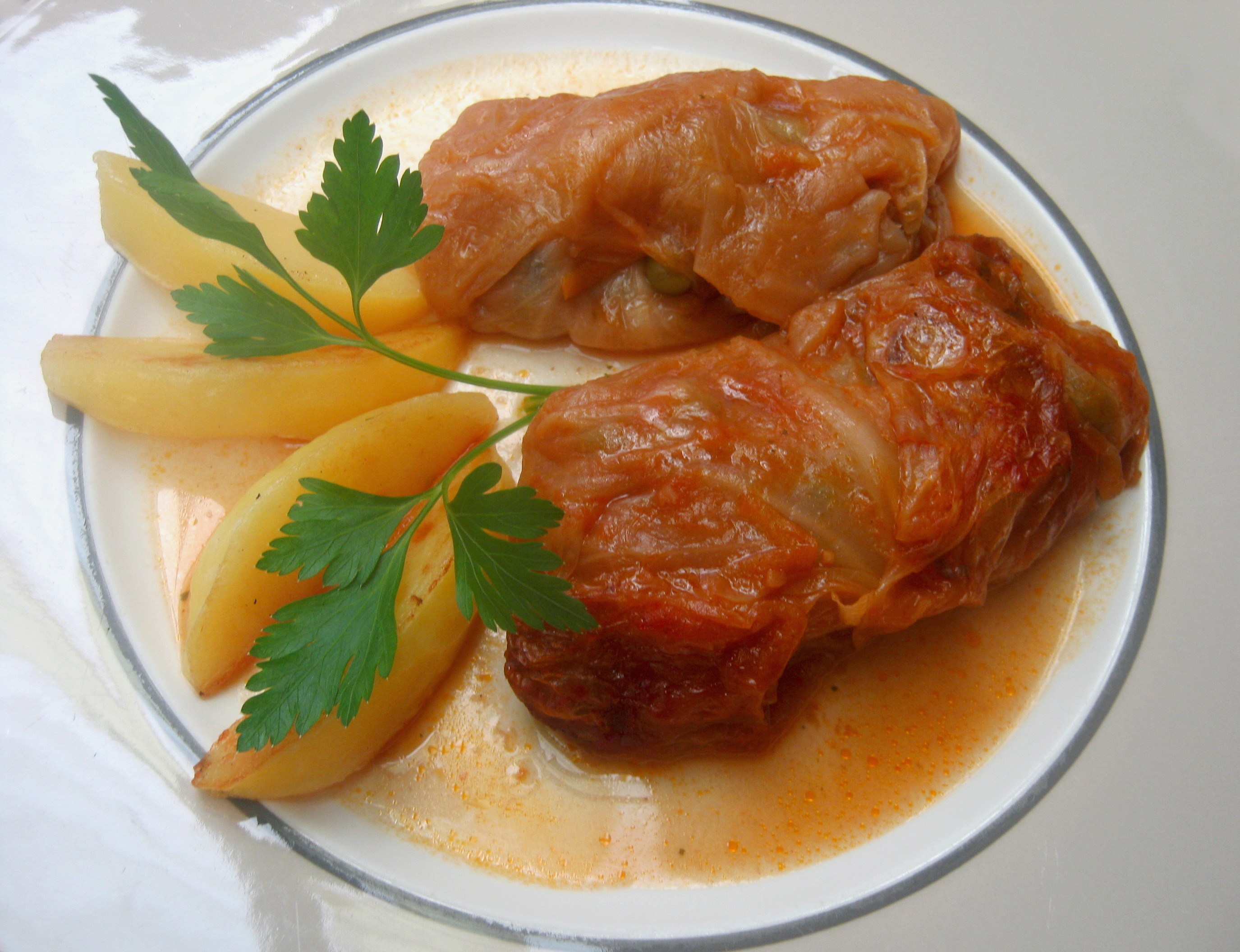
Голубці — одне з давніх запозичень литовців.

Після поділу Речі Посполитої соціальна структура литовського населення змінилася. Шляхта занепала, а разом і з нею були втрачені майже всі старі кулінарні традиції. З другої половини XIX століття в Литві набуває поширення новолитовська кухня, що базувалася переважно на селянських стравах. Цій кухні притаманна простота і поживність. Смак страв у ній досягається вмілим поєднанням відносно невеликого числа продуктів, їх нескладною обробкою, обережним використанням приправ. З давніших надбань новолитовська кухня (яку згодом стали називати просто литовською) запозичила подрібнення сировини (протирання овочів, фаршування м'яса) та деякі найпопулярніші рецепти: борщі, каші, голубці (видозмінена долма), вареники, квас, пиво. Характерно, що цей набір практично нічим не відрізняється від давніх страв українців (русинів), білорусів, поляків, що свідчить про синхронний розвиток кулінарії цих народів та інтенсивний культурний обмін.
Литовська кухня, на противагу старолитовській, має деякі регіональні відмінності. На заході країни більш відчутний вплив кулінарних традицій Німеччини та інших балтійських країн. У Жмуді частіше готують м'ясні завиванці і паштети, вишукані десерти, коптять рибу і зрідка використовують конину. На сході Литви, в Аукштоті й Дзукії, менше споживають риби і зовсім не готують конину. Також одна й та сама страва в різних частинах Литви може називатися по-інакшому, наприклад, швилпікай аукштайти називають бульбонаєм.
Литовці дбайливо ставляться до своєї кулінарної спадщини, тому більшість традиційних страв не втрачають своєї популярності з часом. Водночас уже сформована литовська кухня практично не запозичує досвід інших народів, мало змінюється і переважно використовує місцеві продукти. Саме їх набір й обумовлює характерні риси литовських страв.

## Продукти
Здавна традиційними сільськогосподарськими культурами у Литві були жито, ячмінь, горох та деякі овочі, як то: ріпа, бруква, капуста, буряк, морква, цибуля. З фруктів литовці в давнину використовували переважно яблука і дикі ягоди. Ці продукти і стали основою для найдавніших та найпростіших страв і напоїв литовської кухні: борщу, каш, вареників, киселів, пива, квасу.
Вплив німецької кулінарії на литовську кухню пояснює любов литовців до житнього хліба і дуже незначний обсяг споживання пшеничного (пшеничне борошно використовують переважно для кондитерських виробів). З ячменю готують здебільшого каші або використовують ячмінні крупи для начинення ковбас. Коноплі, колись поширені у Литві, у сучасній литовській кухні практично невідомі.
Традиційні овочі використовувались як супутні наповнювачі у перших стравах і гарнір до м'яса. Однак істотні зміни відбулися у XIX столітті, коли в Литві поширилась культура картоплі, завезеної з Америки до Європи наприкінці XV — початку XVI століття. Картопля настільки прийшлася до смаку литовцям, що за широтою вжитку зайняла перше місце серед інших продуктів. До сьогодні значну частину перших і других страв литовці готують саме з нею. Ця риса ще більше наблизила литовську кухню до білоруської. Показово, що інший завезений з Америки овоч — помідор — набувши надзвичайної популярності майже по всьому світові, у литовській кухні так і не осягнув високих позицій.
Ще одна традиція, яка не змінилась за століття, — широке застосування грибів. Їх литовці додають і до перших, і до других страв як основний компонент, начинку чи гарнір. З поміж інших дарів лісів і боліт часто використовують ягоди: суниці, малину, ожину, журавлину. В порівнянні з ними, споживання горіхів (взагалі і лісових, зокрема) незначне.
Риба займає в меню литовців відносно другорядне місце, враховуючи обсяги її ресурсів, принаймні, вона значно менш популярна, ніж у сусідній Латвії. Морську рибу, як правило, коптять і споживають як закуску, річкову використовують для приготування гарячих страв. З морських риб найчастіше ловлять оселедців і салаку, з прісноводних риб литовцям найбільш до вподоби щука.

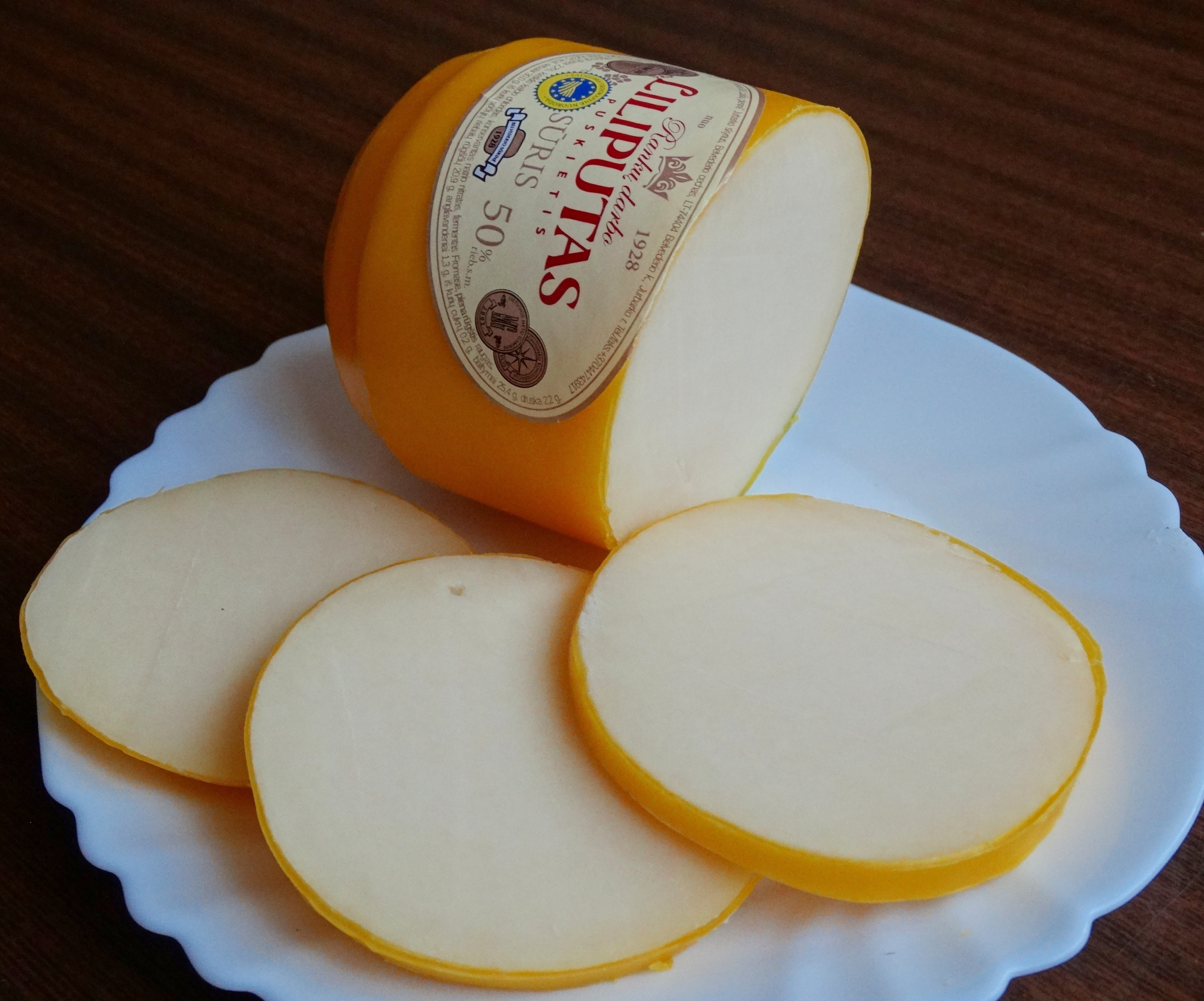
Литовський сир «Ліліпут».

Для литовської кухні характерне широке використання тваринних продуктів, перш за все, молочних, а також м'яса, сала і яєць. Молочні продукти у Литві досить різноманітні, хоча перевагу віддають тим, що мають нейтральний смак (натуральне молоко, тверді сири тощо). З кисломолочних продуктів дуже поширені сметана і домашній сир. Натомість, кисляк і м'які солоні сири (на кшталт бринзи) литовській кухні не притаманні. Сирі яйця часто додають до різноманітних видів тіста, начинок, напівфабрикатів для запіканок. Крім того, яйця часто смажать і варять. Варені яйця виступають обов'язковим додатком до деяких поживних страв, наприклад, борщу.

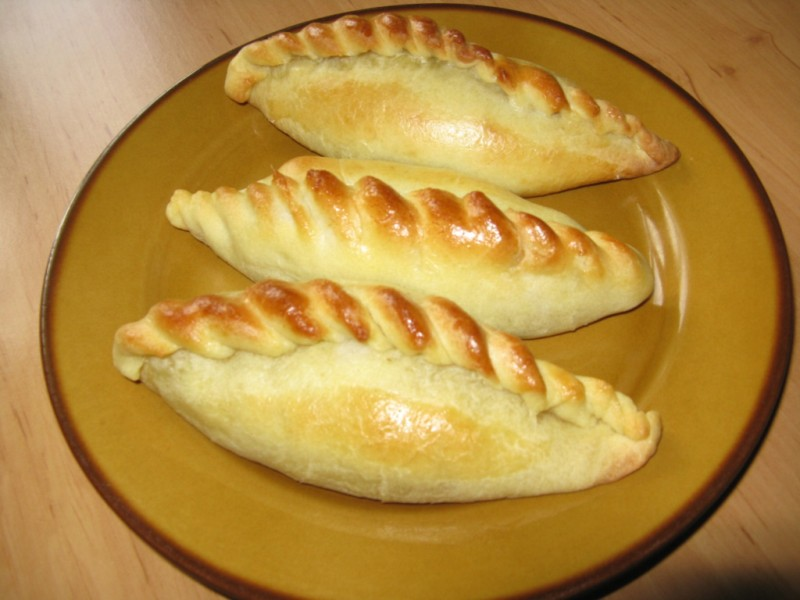
Кібінай — запозичені в караїмів пиріжки. Одна з небагатьох страв литовської кухні, де використовують баранину.

З усіх видів м'яса першість у литовській кухні належить свинині, яку споживають у вареному, смаженому, копченому, печеному вигляді. Нарівні з нею виступає сало. На відміну від українців, литовці менше вживають його в натуральному чи солоному вигляді (наприклад, у бутербродах), але дуже полюбляють підсмажити із цибулею. Така засмажка універсальна: її додають до супів, завиванців, вареників, овочевих та м'ясних запіканок тощо. Поширена в старолитовській кухні солонина сучасним литовцям практично невідома. Яловичину, в минулому також дуже популярну, зараз переважно використовують для приготування перших страв. Звичним, хоча і не найулюбленішим продуктом, на столі литовців виступає птиця. Як правило, використовують м'ясо курей, качок, гусок. Індичатина і кролятина у традиційній литовській кухні не представлені. Крім того, у ній майже немає страв з баранини і конини. Використання цих видів м'яса скоріше пережиток давніх запозичень зі східних кухонь, які в первісному вигляді до сучасних литовців не дійшли. Натомість, відчутним впливом німецької кухні слід вважати використання субпродуктів. Хоча у Литві воно не настільки популярне, як у Німеччині, однак деякі традиційні страви без них приготувати неможливо, наприклад, литовську ковбасу ведарай.
Литовська кухня, будучи загалом доволі прісною, обмежується невеликим набором прянощів, однак саме ці, традиційні, види застосовує значно ширше, ніж латиська та естонська кухні. Автохтонними видами пряних рослин є цибуля, кріп, петрушка, хрін. Однак, найбільшу популярність надбали не вони, а запозичені в німців кмин і майоран. Серед менш значимих, але сталих запозичень слід зазначити чорний і духмяний перець, лимонну цедру та мускатний горіх.
В старолитовській кухні м'ясо часто споживали соленим чи копченим. Для того, щоб урівноважити його насичений смак гарніри готували слабосолоними або взагалі не солили. Хоча в сучасній литовській кухні страви інакші, але звичка не робити їжу надто солоною (гострою) збереглася. Литовці обережно використовують мариновані закуски, маринади, столовий оцет, а литовським десертам не притаманна надмірна солодкість.

## Технології

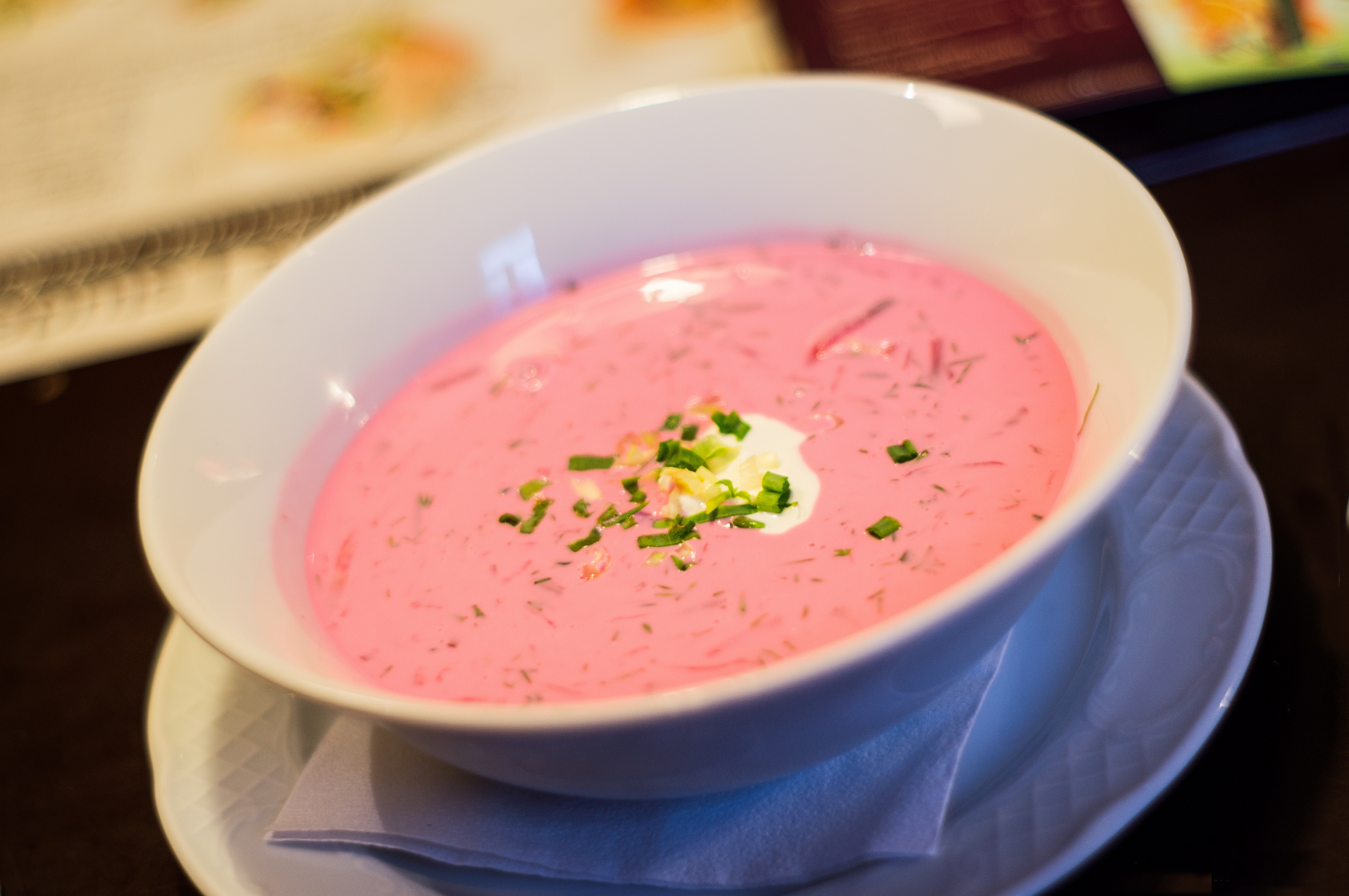
Литовський холодний борщ

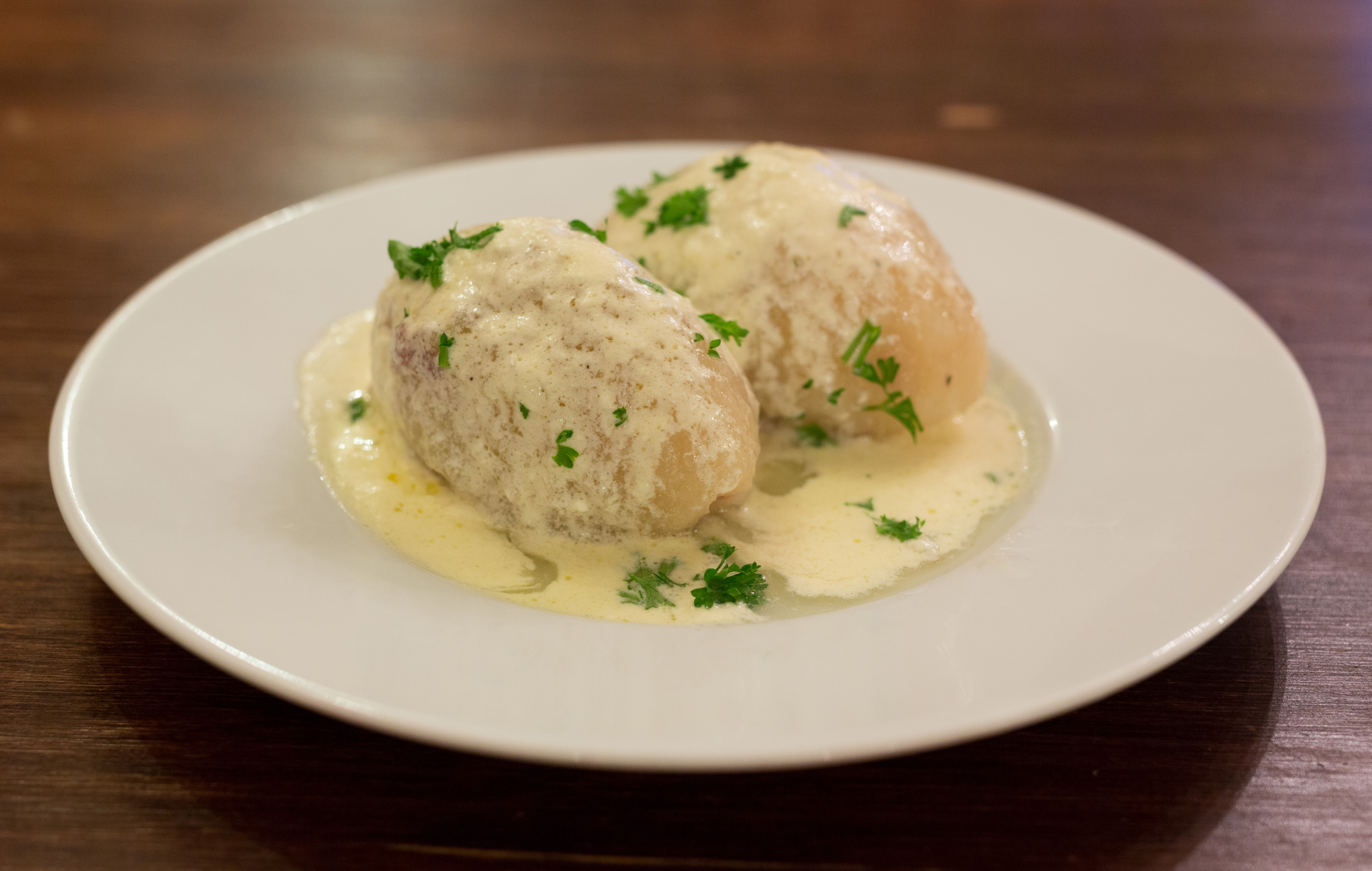
Цепелінай (цепеліни)

На початку свого становлення литовська кухня мала небагато спільного із кухнями інших балтійських народів. Еволюційно вона відокремилась від кухні східних слов'ян і спочатку повністю наслідувала її кулінарні технології. Так, у старолитовській кухні були дуже поширені перші страви — супи і борщі. Як правило, готували їх з багатьох складників густими і поживними. Серед других страв і десертів також були популярними такі, що мали досить в'язку консистенцію — каші, киселі. До національних особливостей литовської кулінарії слід віднести каші-змішанки, які готували не лише тільки з крупів, а й з подрібнених овочів також, змішуючи обидва складники в одній ємності. Іншим способом поєднати овочі чи м'ясо із зерновими продуктами стало приготування вареників. При цьому начинку загортали у шматки тіста, яке варили в окропі. З цього короткого переліку видно, що основним способом приготування їжі у давніх литовців було варіння.
Серед інших розповсюджених слід зазначити тушкування, смаження, запікання, однак вони стосувалися перш за все м'яса та риби. Ці продукти спочатку готували великими шматками, тобто серед других страв переважали різноманітні печені. Культурний обмін із сусідніми народами збагатив литовську кухню технологічно. Від німців вона запозичила традицію подрібнювати м'ясо і додавати до нього різноманітні прянощі. Таким чином до старолитовської кухні увійшли ковбаси, паштети, завиванці і запіканки. Від східних народів литовці навчилися по-новому змішувати овочі та м'ясо: згортаючи обидва складники на кшталт кручеників — так народились голубці.

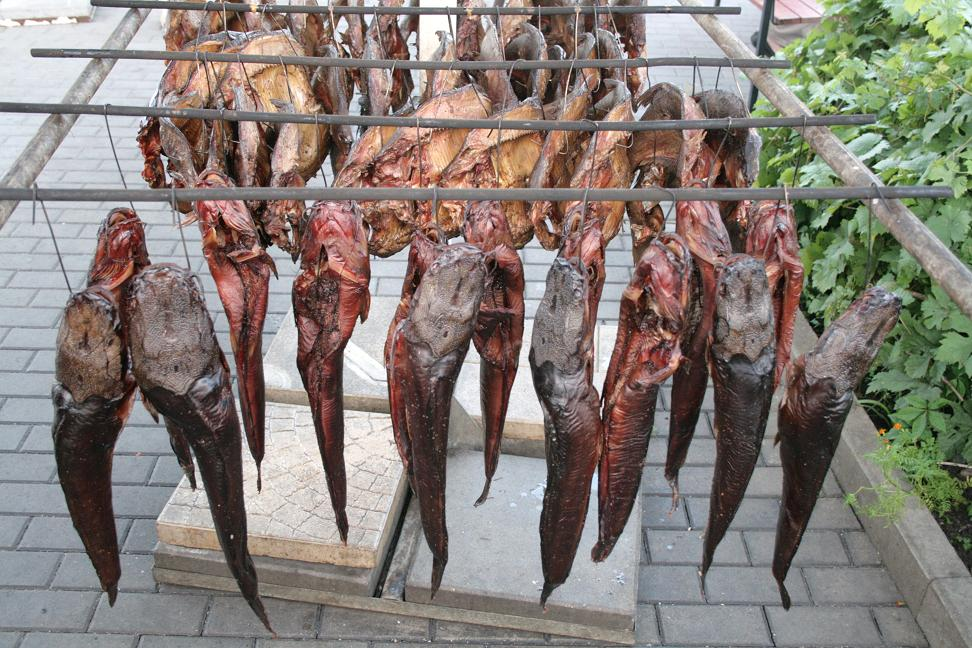
Копчення риби.

Серед найдавніших кулінарних технологій литовців слід вказати соління і копчення. Застосовували їх, перш за все, до риби і дичини — продуктів, які швидко псувалися і які важко було спожити повністю одночасно. Литовська технологія копчення чи не єдина, що була тотожною обробітку продуктів у сусідів-латишів. Протягом століть вона майже не змінювалась і залишалась доволі примітивною. Коптили рибу і м'ясо в стодолах, часто повільно, по кілька днів поспіль. Однак литовці досягли успіху у виготовленні різноманітних коптильних сумішей. Поєднуючи для вудження дрова різних порід, вони отримували ніжний, але насичений смак продуктів.
Напої в давнину готували шляхом варіння і бродіння. В перший спосіб отримували узвари, однак вони не стали знаковими для литовської кухні. Значно більшою популярністю користувались пиво, квас, мед. Бродильні процеси знайшли застосування і в обробітку сирого молока, яке литовці здавна сквашували на сметану і домашній сир. Вдосконалення технологій сироваріння призвело до появи твердих сирів.

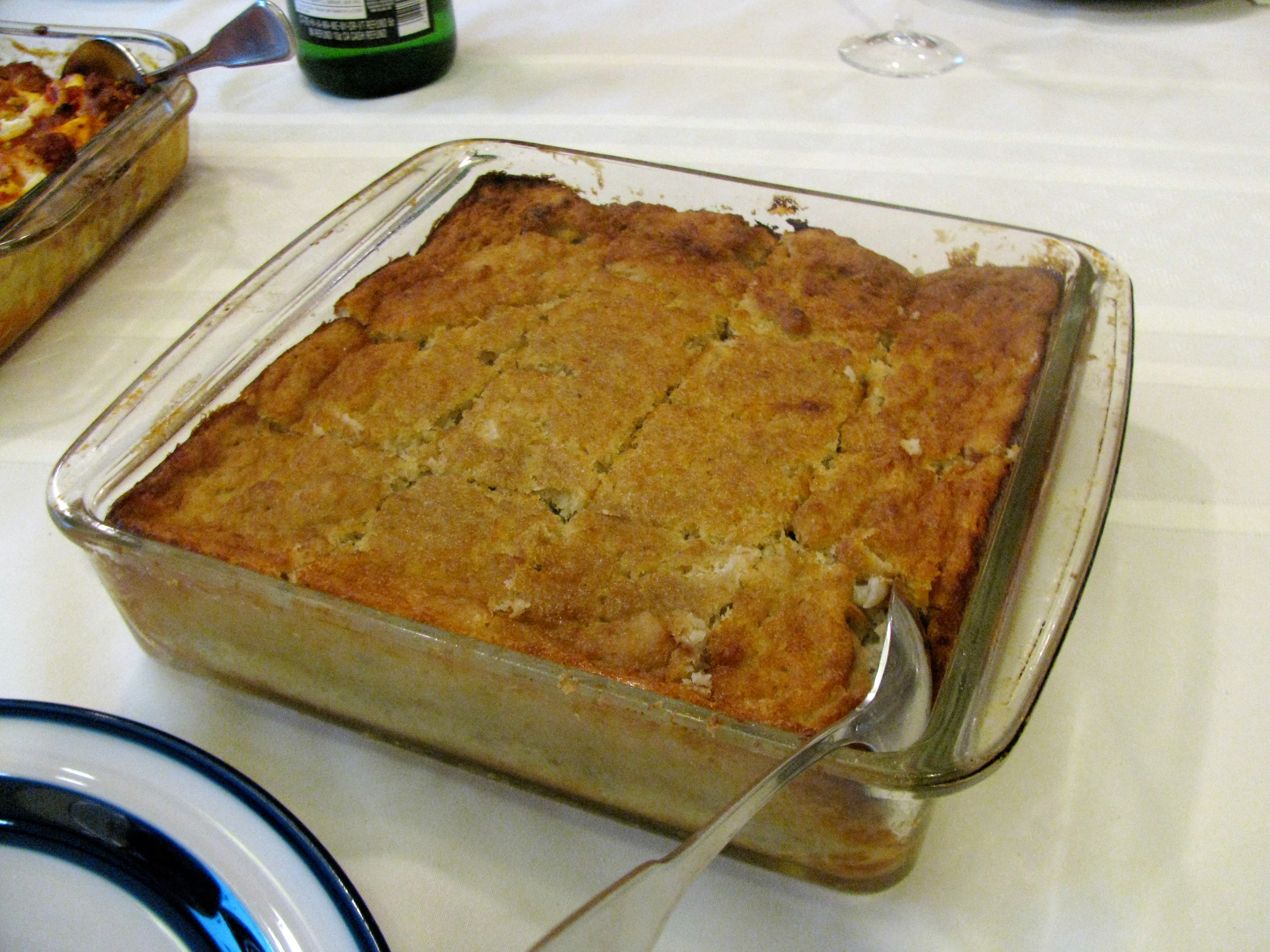
Кугеліс

Після знайомства литовців з картоплею вони продовжували користуватись старими технологіями обробітку продуктів, однак частіше стали поєднувати їх в одному рецепті. Дуже характерним для литовської кухні є подрібнення картоплі із подальшим її обсмажуванням, варінням (цепелінай), запіканням (кугеліс, швилпікай). Широке застосування картоплі деяким чином вплинуло і на спосіб приготування м'яса. Замість стародавнього запікання великим шматком його часто стали подрібнювати шматочками і викладати шарами, тобто замість печені поширились різноманітні запіканки.
Справжній технологічний перелом відбувся зі зміною старолитовської кухні новолитовською. При цьому були втрачені складні, багатокрокові рецептури, трудомісткі способи обробітку продуктів. Значно зменшилася частка перших страв на користь других із сухішою консистенцією. Показово, що одна з найвідоміших національних страв — литовський борщ — належить до найпростіших його різновидів. Популярнішими стали закуски, що наблизило литовську кухню до латиської. Мед як продукт значною мірою втратив свою популярність, його почали заміняти цукром. З XIX століття у Литві поступово набирають популярність міцні алкогольні напої, які майже витіснили стародавні слабоалкогольні (за винятком пива). В числі новітніх запозичень, які користуються попитом, салати і майонез.

## Традиції
Цепелінай (цепеліни) — кулінарна визитівка Литви. Це овальної форми зрази з тертої віджатої сирої картоплі з додаванням вареної. Цепеліни виготовляють із найрізноманітнішими начинками, наприклад, з м'ясом, сиром, грибами. У Литві організовують навіть цепелінові бали, на яких збираються друзі, родичі, щоб разом приготувати, а потім і спробувати цю дуже смачну страву.
Вельми відомий у країні та за її межами оригінальний торт шакотіс, що готується за особливою технологією на рожні над вогнем.

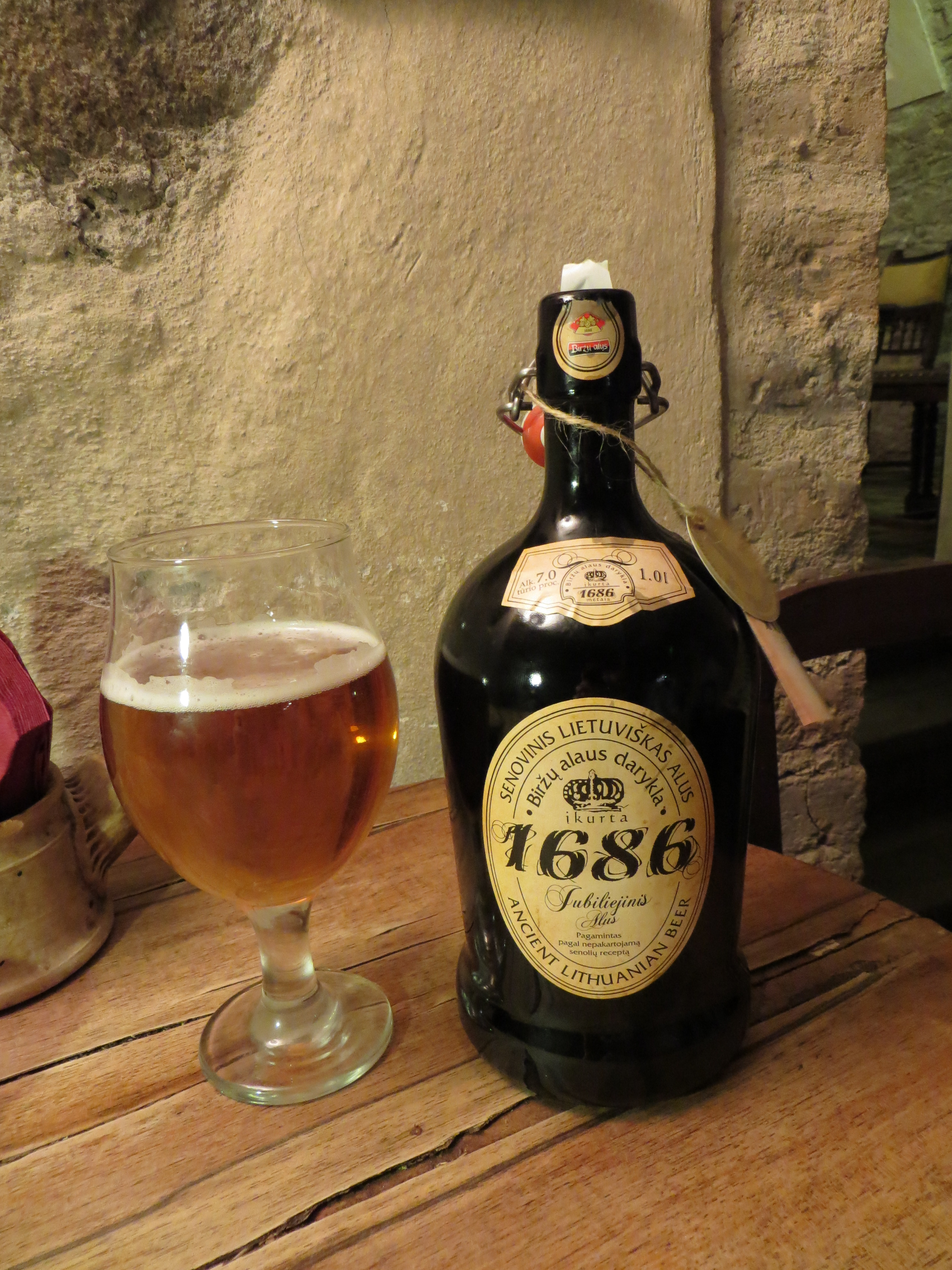
Пляшка біржайського пива.

## Напої
Із напоїв популярний квас (лит. gira), із алкогольних — різноманітні настоянки («999», «Старка», «Зубрівка»), горілка, також історичні — меди і крупнікас. Литва вважається пивною державою — здавна міцними сортами славився район Біржай, зараз на великих виробництвах і в маленьких броварнях виробляється багато сортів пива.

## Типові страви
- Цепеліни
- Кугеліс
- Зрази (страва)
- Шакотіс